# Uttenhofen (Ziemetshausen)
Uttenhofen ist ein Kirchdorf und Ortsteil des Marktes Ziemetshausen im schwäbischen Landkreis Günzburg. 

## Geographie
Durch Uttenhofen fließt die Zusam.

## Geschichte
Von 1862 bis 1929 gehörte die selbstständige Gemeinde Uttenhofen zum Bezirksamt Zusmarshausen und ab 1929 zum Bezirksamt Augsburg, das ab 1939 dann als Landkreis Augsburg bezeichnet wurde. Am 1. Juli 1972 wurde es im Zuge der Gebietsreform in Bayern dem Günzkreis, der am 1. Mai 1973 in Landkreis Günzburg umbenannt wurde, zugeschlagen. Am 1. Mai 1978 erfolgte die Eingemeindung in den Markt Ziemetshausen.
Uttenhofen gehört zur katholischen Pfarrei Sankt Peter und Paul in Ziemetshausen.
Uttenhofen hatte einen eigenen Bahnhof an der 2001 stillgelegten Bahnstrecke Dinkelscherben–Thannhausen.

## Persönlichkeiten
- Konrad Wutke (1861–1951), Archivar und Historiker, der vor allem mit Veröffentlichungen zur Geschichte Schlesiens bekannt geworden ist.